# LoanDepot Park
Der LoanDepot Park (Eigenschreibweise: loanDepot park) ist ein Baseballstadion in Little Havana rund drei Kilometer westlich des Stadtzentrums der US-amerikanischen Stadt Miami im Bundesstaat Florida, gelegen. Es ist die Heimspielstätte der Miami Marlins aus der Major League Baseball (MLB). Das Stadion liegt auf dem Gelände des ehemaligen Orange Bowl Stadium. Es ist das sechste MLB-Stadion mit einem schließbaren Dach. Die Kapazität des LoanDepot Park liegt bei 36.742 Zuschauern.

## Geschichte
Seit der Gründung der Miami Marlins unter dem Namen Florida Marlins spielte die Mannschaft im Sun Life Stadium, welches ursprünglich für American-Football-Spiele gebaut wurde. Auch mehrere Umbauten konnten aus dem Football-Stadion keine Mehrzweckarena machen. Ende der 1990er kam die Idee auf ein reines Baseballstadion mit schließbarem Dach zu bauen. Nachdem die Marlins die World Series 2003 gewinnen konnten, präsentierten die Offiziellen des Miami-Dade County die Pläne für das neue Stadion, welches auf dem Gelände des Orange Bowl Stadium stehen sollte.
Das neue Stadion war von Anfang an wegen der Finanzierung durch die Stadt und das County sehr umstritten und war Thema des Wahlkampfes 2009 um den Posten des Bürgermeisters der Stadt Miami. Nach mehreren Rechtsstreitigkeiten konnte im Juli 2009 mit dem Bau begonnen werden, knapp drei Jahre im März 2012 später konnte das Stadion eröffnet werden. Finanziert wurden die Baukosten von 634 Millionen US-Dollar zu 59,35 % vom Miami-Dade County, 20,89 % von der Stadt Miami und zu 19,76 % von den Miami Marlins.
Vor der offiziellen Eröffnung gegen die St. Louis Cardinals am 4. April 2012 wurden bereits einige Spiele im Rahmen der Vorbereitung abgehalten. Das erste Spiel wurde am 5. März zwischen der Christopher Columbus High School und der Belen Jesuit Preparatory School ausgetragen. Am 6. März spielten die Marlins ein Show-Spiel gegen die Miami Hurricanes (7:6-Sieg für die Marlins) und am 7. März gegen die FIU Golden Panthers (5:1 für die Marlins). Ebenso wurden am 1. und 2. April zwei Spiele des Spring Training gegen die New York Yankees gespielt.
Als eines von acht Stadien der World Baseball Classic 2013 wurden die Partien der Gruppe 2 der Runde 2 im Marlins Park austragen.
Am 13. Februar 2015 verkündete die MLB in Person von Commissioner Rob Manfred, dass das All-Star Weekend 2017 mit dem MLB All-Star Game am 11. Juli im Marlins Park von Miami stattfinden wird. Miami ist erstmals Austragungsort der Veranstaltung bei der 88. Auflage des MLB All-Star Game.
Ende März 2021 wurde die Hypothekenbank loanDepot Namenssponsor der Heimat der Marlins. Das Stadion trägt nun den Namen LoanDepot Park. Es wurde ein mehrjähriger Vertrag vereinbart. Über das finanzielle Volumen wurden keine Angaben gemacht.